# Сибиряк (Омская область)
Сибиряк — упразднённая станция (тип населённого пункта) в Русско-Полянском районе Омской области. Входила в состав Сибирского сельского поселения. Исключена из учётных данных в 2008 г.

## География
Располагалась на линии Иртышское- Кызыл-Ту Западно-Сибирской железной дороги, в 2 км к юго-западу от деревни Логуновка.

## История
Железнодорожный разъезд Сибиряк возник в 1965 году на участке Иртышское- Кызыл-Ту Западно-Сибирской железной дороги.

## Население
Согласно результатам переписи 2002 года в населённом пункте отсутствовало постоянное население.